# 納蘭哈爾縣
納蘭哈爾縣（西班牙語：Cantón Naranjal），是厄瓜多爾的縣份，位於該國中部，由瓜亞斯省負責管轄，始建於1960年11月7日，面積2,015平方公里，海拔高度785米，2010年人口69,012，人口密度每平方公里34.25人。